# 朴次茅斯 (愛荷華州)
朴次茅斯（英語：Portsmouth）是一個位於美國愛荷華州謝爾比縣的城市。

## 地理
朴次茅斯的座標為41°39′03″N 95°31′11″W / 41.65083°N 95.51972°W，而該地的平均海拔高度為373米（即1224英尺）。

## 人口
根據2010年美國人口普查的數據，朴次茅斯的面積為0.73平方千米，當中陸地面積為0.73平方千米，而水域面積為0.00平方千米。當地共有人口195人，而人口密度為每平方千米267人。